# Leonard Rosenman
Leonard Rosenman est un compositeur américain, né le 7 septembre 1924 à Brooklyn (New York) et mort le 4 mars 2008 à Woodland Hills (Los Angeles) d'une attaque cardiaque.
Il a été récompensé d'un Oscar et du prix de compositeur de musique de films et de télévisions américains, avec à son actif plus de 130 compositions, parmi les plus célèbres À l'est d'Éden, La Fureur de vivre, Le Voyage fantastique, Star Trek 4 : Retour sur Terre, Le Secret de la planète des singes et le film d'animation Le Seigneur des anneaux. Il est également l'auteur des arrangements de musiques classiques pour le film Barry Lyndon.

## Biographie
Leonard Rosenman est né à New York, dans le quartier de Brooklyn. Après avoir servi dans le Pacifique pour les Forces aériennes de l'Armée de terre des États-Unis, durant la Seconde Guerre mondiale. Il est diplômé universitaire des arts et musique à l'université de Californie, à l'université de Californie à Berkeley.
Il a composé des œuvres de concert : String quartet; Concerto pour saxophone et orchestre; Concerto pour piano et bois; Sonata pour piano; 3 pièces pour piano; Concerto pour violon et orchestre; 6 Lorca songs pour voix et piano; Chamber music I pour 16 instruments; Duo pour clarinette et piano; Chamber music II pour voix, 10 instruments et bande magnétique; Duo pour violon et piano; Fanfare pour 8 trompettes; Threnody on a song of K R pour ensemble jazz et orchestre; Short story of civilization pour voix et bandes magnétiques; Foci pour orchestre et bande magnétique; Duo pour deux pianos; Chamber music IV pour contrebasse et 4 quatuors à cordes; Chamber music V pour piano et 6 instruments; Foci pour orchestre; Foci pour orchestre de chambre; Looking back at faded chandeliers pour voix et ensemble de chambre; Lorca revisited, prelude and 4 scènes pour voix et 11 instruments; Concerto pour violon et orchestre n°2; Exposition and elaborations pour violon et piano; Double concerto pour hautbois, clarinette et orchestre; Time travel pour voix et orchestre de chambre; When Alpha met Beta pour quatuor à cordes; Symphony of dinosaurs pour orchestre; Trio pour piano, violon et violoncelle; Ten two-parts inventions pour piano.

## Filmographie

### Cinéma
- 1955 : À l'est d'Eden (East of Eden) d'Elia Kazan
- 1955 : La Toile d'araignée (The Cobweb) de Vincente Minnelli
- 1955 : La Fureur de vivre (Rebel Without a Cause) de Nicholas Ray
- 1957 : L'Homme qui tua la peur (Edge of the City) de Martin Ritt
- 1957 : Mon père, cet étranger (The Young Stranger) de John Frankenheimer
- 1957 : Bombardier B-52 (Bombers B-52) de Gordon Douglas
- 1958 : C'est la guerre (Lafayette Escadrille) de William A. Wellman
- 1959 : La Gloire et la Peur (Pork Chop Hill) de Lewis Milestone
- 1960 : La Chute d'un caïd (The Rise and Fall of Legs Diamond) de Budd Boetticher
- 1960 : Le Buisson ardent (The Bramble Bush) de Daniel Petrie
- 1960 : The Savage Eye (en) de Ben Maddow, Sidney Meyers et Joseph Strick
- 1960 : Les Prisonniers du ciel (The Crowded Sky) de Joseph Pevney
- 1960 : Les Pillards (The Plunderers) de Joseph Pevney
- 1961 : Le Héros d'Iwo-Jima (The Outsider) de Delbert Mann
- 1962 : L'enfer est pour les héros (Hell Is for Heroes) de Don Siegel
- 1962 : Convicts 4 de Millard Kaufman
- 1962 : Les Liaisons coupables (The Chapman Report) de George Cukor
- 1966 : Le Voyage fantastique (Fantastic Voyage) de Richard Fleischer
- 1967 : A Covenant with Death de Lamont Johnson
- 1967 : Objectif Lune (Countdown) de Robert Altman et William Conrad
- 1968 : Les Feux de l'enfer (Hellfighters) d'Andrew V. McLaglen
- 1970 : Un homme nommé cheval (A Man Called Horse) d'Elliot Silverstein
- 1970 : Le Secret de la planète des singes (Beneath the Planet of the Apes) de Ted Post
- 1971 : The Todd Killings de Barry Shear
- 1973 : La Bataille de la planète des singes (Battle for the Planet of the Apes) de J. Lee Thompson
- 1975 : La Course contre l'enfer (Race with the Devil) de Jack Starrett
- 1975 : Barry Lyndon de Stanley Kubrick (arrangements de musiques classiques préexistantes)
- 1977 : Birch Interval de Delbert Mann
- 1977 : Enfer mécanique (The Car) d'Elliot Silverstein
- 1977 : September 30, 1955 de James Bridges
- 1978 : Un ennemi du peuple (An Enemy of the People) de George Schaefer
- 1978 : Le Seigneur des anneaux (The Lord of the Rings) de Ralph Bakshi
- 1979 : Promises in the Dark de Jerome Hellman
- 1979 : Prophecy : Le Monstre de John Frankenheimer
- 1980 : L'Impossible témoin (Hide in Plain Sight) de James Caan
- 1980 : Le Chanteur de jazz (The Jazz Singer) de Richard Fleischer
- 1982 : Making Love d'Arthur Hiller
- 1983 : Marjorie (Cross Creek) de Martin Ritt
- 1984 : Heart of the Stag de Michael Firth
- 1985 : Sylvia de Michael Firth
- 1986 : Star Trek 4 : Retour sur Terre (Star Trek IV: The Voyage Home) de Leonard Nimoy
- 1989 : Body Wars
- 1990 : RoboCop 2 d'Irvin Kershner
- 1991 : Ambition de Scott D. Goldstein
- 1992 : Amazing Stories: Book Three (vidéo)
- 1994 : The Color of Evening de Steve Stafford
- 1995 : Mrs. Munck de Diane Ladd
- 1997 : Levitation de Scott D. Goldstein
- 2001 : Jurij de Stefano Gabrini
- 2005 : Si je t'attrape... de Nicolas Brack, Robin Deledique et Vincent Fiere

### Télévision

#### Séries télévisées
- 1959 : Law of the Plainsman
- 1962 : Le Virginien (The Virginian)
- 1962 : McKeever & the Colonel
- 1966 : The Undersea World of Jacques Cousteau
- 1967 : Commando Garrison (Garrison's Gorillas)
- 1969 : Docteur Marcus Welby (Marcus Welby, M.D.)
- 1971 : Primus
- 1971 : Opération Omega (Vanished)
- 1976 : Lanigan's Rabbi
- 1976 : Holmes et Yoyo (Holmes and Yo-Yo)
- 1976 : Quincy (Quincy M.E.)
- 1976 : Gibbsville
- 1976 : Sybil
- 1981 : Falcon Crest (Falcon Crest)
- 1984 : Celebrity (feuilleton TV)

#### Téléfilms
- 1967 : Stranger on the Run (L'Homme en fuite)
- 1968 : Ombre sur Elveron (Shadow Over Elveron)
- 1969 : Any Second Now
- 1969 : This Savage Land
- 1971 : Banyon
- 1971 : In Broad Daylight
- 1973 : The Cat Creature
- 1974 : The Phantom of Hollywood
- 1974 : Nakia
- 1974 : Judge Dee and the Monastery Murders
- 1975 : The First 36 Hours of Dr. Durant
- 1975 : Sky Heist
- 1976 : Kingston
- 1977 : Les Envoûtés (The Possessed)
- 1977 : Mary White
- 1978 : The Other Side of Hell
- 1979 : Mort au combat (Friendly Fire)
- 1979 : Nero Wolfe (en)
- 1980 : City in Fear
- 1981 : Les Feux de la passion (en) (Murder in Texas)
- 1982 : The Wall
- 1983 : Miss Lonelyhearts
- 1984 : The Return of Marcus Welby, M.D.
- 1984 : Heartsounds
- 1985 : First Steps
- 1988 : Au nom de la foi (Promised a Miracle)
- 1991 : Aftermath: A Test of Love
- 1991 : Keeper of the City
- 1995 : Photo sans identité (The Face on the Milk Carton)